# Szex, hazugság, videó
A Szex, hazugság, videó (eredeti címe: Sex, Lies and Videotape) 1989-es amerikai független filmdráma, amelyet Steven Soderbergh rendezett.

## Cselekmény
John-nak viszonya van felesége nővérével, Cynthiával. Felesége azt állítja, hogy már nem hiányzik neki a szex. Ugyanakkor egy régi barát érkezése mindent megváltoztat.

## Szereplők
- James Spader: Graham Dalton
- Andie MacDowell: Ann Bishop Mullany
- Peter Gallagher: John Mullany
- Laura San Giacomo: Cynthia Patrice Bishop
- Steven Brill: Barfly
- Ron Vawter: pszichiáter

## Fogadtatás
A film pozitív kritikákban részesült. A Rotten Tomatoes honlapján 96%-ot ért el 51 kritika alapján, és 8 pontot szerzett a tízből. A Metacritic oldalán 86 pontot szerzett a százból, 17 kritika alapján.